# 13086 Зауербрух
13086 Зауербрух (13086 Sauerbruch) — астероїд головного поясу, відкритий 30 квітня 1992 року.
Тіссеранів параметр щодо Юпітера — 3,279.